# Macintosh IIx
A Macintosh IIx asztali számítógépet az Apple gyártotta és forgalmazta 1988. szeptember 19. és 1990 október 15. között 25 hónapon keresztül. A Macintosh IIx a Macintosh II számítógép-családba tartozott.

## Története
A Macintosh IIx lényegében megegyezett a Macintosh II-vel, de 68030-as processzora volt 68882-es FPU-val, mindkettő először került Macintoshba. A IIx 7769 dollárba került. A DayStar Digital 1989-ben bemutatta az Accelerator II és Accelerator IIx gyorsítókártyáit az Macintosh II és Macintosh IIx számítógépekhez. A 16 MHz-es órajelet 25 vagy 50 MHz-re gyorsította  32 kB L1 gyorsítótárral, 15 ns statikus RAM-mal. Ez tovább erősíthető volt a 40 MHz-es Motorola 68882 matematikai társprocesszorral. Az ára 2995 dollár és 6995 dollár között mozgott.

## Technikai leírás
A bézs színű gép súlya 10,9 kg, magassága 140 mm, szélessége 475 mm és mélysége 366 mm volt. A IIx számítógépet egymagos 16 MHz-es Motorola 68030 processzor vezérelte (L1 cache: 0,25kB), a rendszerbusz 16 MHz-en működött. A teljesítményt Motorola 68882 FPU co-processzor növelte. Az adatokat a 40MB belső merevlemezre lehetett elmenteni. Külső adattárolási lehetőséget az 1,44-es hajlékonylemez meghajtó (floppy-drive) kínált. A gépet System 6.0.1 operációs rendszerrel szállította az Apple. A gépet beépített memória nélkül gyártották, maximálisan 128MB (120ns) kezelésére volt képes a gyári specifikáció szerint, a bővítéshez 8 hely (slot) állt rendelkezésre. A számítógépnek nem volt saját kijelzője. A IIx gépet a 256kB-os memóriával szerelt Macintosh II Video Card videókártyával szállították, a kártyán egy DB–15 csatlakozóval. Csatlakozók: két ADB, két soros port, egy DB-25 SCSI-hoz, kijelzőhöz kártyán egy DB–15, egy 3,5 mm-es jack audió kimenet. A gép bővíthetőségét szolgálta hat NuBus bővítőhely. Külső SCSI merevlemez csatlakoztatására is volt lehetőség.

## A számítógép adatai
A táblázat nem tartalmazza az összes műszaki paramétert. Az egyes modelleknél a bemutatáskor érvényes adatokat soroljuk fel, a későbbi frissítéseket nem. Az eszköz technikai paraméterei a MacTracker alkalmazásból származnak.
| Gép nevebemutatva kivezetve      | Méretmagasság szélesség mélység súlySzín | Processzorprocesszor órajel, mag L1 és L2 cache társprocesszor | Háttértármerevlemezkülső adathordozó | Eredeti operációs rendszer | Memóriaalap max. @sebességhely     | Kijelzőmérete felbontása | Grafikakártyamemória kimenet                 | CsatlakozókEthernet, ADB, soros, SCSI, párhuzamos, FDD, kijelző, hang be/ki, belső mikrofon, hangszóró          | Bővíthetőségkártyahelybelső öbölkülső csatlakozó |
| -------------------------------- | ---------------------------------------- | -------------------------------------------------------------- | ------------------------------------ | -------------------------- | ---------------------------------- | ------------------------ | -------------------------------------------- | --- | ------------------------------------------------ |
| IIx1988 szept. 19. 1990 okt. 15. | 140 mm 475 mm 366 mm 10,9 kg bézs        | Motorola 68030 @16 MHz és 1 mag L1 0,25kB, Motorola 68882 FPU  | 40MB HDD 1,44 floppy                 | System 6.0.1               | nincs alap max: 128MB @120ns8 hely | nincs kijelző            | Macintosh II Video Card256kB kártyán 1 DB–15 | * 2 ADB * 2 soros * 1 D–25 (SCSI) * kártyán 1 DB–15 (külső monitor) * 1 3,5 jack audió ki * beépített hangszóró | * 6 NuBus* SCSI (külső)                          |

## Macintosh II számítógépek az időben
| A Macintosh II számítógépek idővonalon |
| --- |
| A színek kezdete a bemutató időpontja, a forgalmazás több esetben is hónapokkal később kezdődött. Megeshet, hogy egy csík végét kitakarja egy másik csík eleje. Előfordul, hogy a gyártás befejezését követően még egy ideig forgalomban marad a gép adott verziója. |